# Tipula jivaro
Tipula jivaro är en tvåvingeart som beskrevs av Alexander 1916. Tipula jivaro ingår i släktet Tipula och familjen storharkrankar.
Artens utbredningsområde är Ecuador. Inga underarter finns listade i Catalogue of Life.